# Mathieu Christiaens
Mathieu Christiaens (Tongeren, 8 maart 1865 - aldaar, 11 oktober 1934) was ingenieur-architect, en aldaar gevestigd.
Mathieu Christiaens was zoon van een aannemer. Hij studeerde voor ingenieur-architect aan de universiteit van Leuven, alwaar hij in 1885 zijn diploma behaalde. Hij was leerling van Joris Helleputte. Een groot deel van zijn werk was religieus geïnspireerd en omvatte kerken, pastorieën en scholen. Ook ontwierp hij arbeiders- en burgerwoningen en werkte mee aan de restauratie van diverse kerken en kastelen.
Aanvankelijk uitte hij zich in neogotische en neoromaanse bouwstijlen, en ontwierp aldus de kerken van Opgrimbie en Eigenbilzen, alsmede het Onze-Lieve-Vrouwecollege te Tongeren. Na de Eerste Wereldoorlog uitte hij zich in vrijere vormen, zoals blijkt bij de kerken van Tervant (1927) en Kaulille (1930).
In 1905 werd hij directeur van de Tekenschool te Tongeren, waar hij ook les gaf. Van 1904 tot 1934 was hij lid van de Koninklijke Commissie voor Monumenten en Landschappen. 